# 交河縣
交河縣，中国舊縣名。在河北省東南部。
金朝大定七年（1167年）以石家圈置，属献州。因境內滹沱河、高河二水交流而得名。元朝至元二年（1265年）廢，旋復置。属献州。明朝洪武八年（1375年），献州废，属河间府。洪武十年，并入献县，十三年十一月，复置
清朝时仍属河间府，考评：繁，疲，难。1949年后，历属沧县专区、沧州专区、天津专区、沧州地区。1983年撤銷，並入泊頭市。